# Арсир
Арсир (фр. Arsures) насеље је и општина у источној Француској у региону Франш-Конте, у департману Јура која припада префектури Лон ле Соније.
По подацима из 2011. године у општини је живело 238 становника, а густина насељености је износила 53,6 становника/km². Општина се простире на површини од 4,44 km². Налази се на средњој надморској висини од 300 метара (максималној 400 m, а минималној 256 m).

## Демографија
| 1962. | 1968. | 1975. | 1982. | 1990. | 1999. | 2011. |
| ----- | ----- | ----- | ----- | ----- | ----- | ----- |
| 122   | 132   | 137   | 158   | 205   | 212   | 238   |

График промене броја становника у току последњих година